# Euphausia crystallorophias
Euphausia crystallorophias är en kräftdjursart som beskrevs av Holt och Tattersall 1906. Euphausia crystallorophias ingår i släktet Euphausia och familjen lysräkor. Inga underarter finns listade i Catalogue of Life.